# Géographie des Comores (pays)
L'archipel des Comores est composée de l’Union des Comores qui est un État africain souverain sur la Grande-Comores (Ngazidja), Mohéli (Mwali) et Anjouan (Ndzuani) situé dans le nord du canal du Mozambique, au nord-nord-est de Madagascar. Une quatrième île compose l'archipel des Comores, il s'agit de Mayotte un département et région d'outre-mer français (DROM) de la France. À ce titre, on distingue généralement la géographie de l'union des Comores de la géographie de Mayotte. Ce dernier considéré comme une île ne l'est pas dans les faits puisqu'il constitue en réalité un archipel composé de deux îles principales : la Grande-Terre, la Petite-terre ainsi qu'une trentaine d'îlots parsemés autour du lagon fermé Mahorais. 

## Situation
L'union des Comores se situe à l'extrémité septentrionale  du canal de Mozambique, entre le Mozambique et l'île de Madagascar. Cet État fait partie de l'archipel des Comores. Moroni, la capitale, est distante de 297 km à l'est des côtes de la province de Cabo Delgado, au Mozambique, tandis que 400 km séparent ces derniers rivages de l'île d'Anjouan.

## Structure du territoire
Les îles de l'archipel sont connues par leurs noms français, mais elles sont nommées par le gouvernement comorien avec leurs noms comoriens : Ngazidja (Grande Comore), Mwali (Mohéli), Nzwani (Anjouan).
Les trois îles comoriennes ont une superficie de 2 234 km2. Ngazidja est l'île située la plus au nord-ouest de l'archipel, elle est distante de 40 kilomètres de Mwali, 80 kilomètres de Nzwani et 200 kilomètres de Mayotte. Le manque de bonnes installations portuaires rend le transport et les communications difficiles. Le Karthala, sur la Grande Comore, est le point culminant de l'archipel avec 2 316 m. Du 17 au 19 avril 2005, le volcan a rejeté des cendres et du gaz forçant plus de 10 000 personnes à s'enfuir.

### Ngazidja

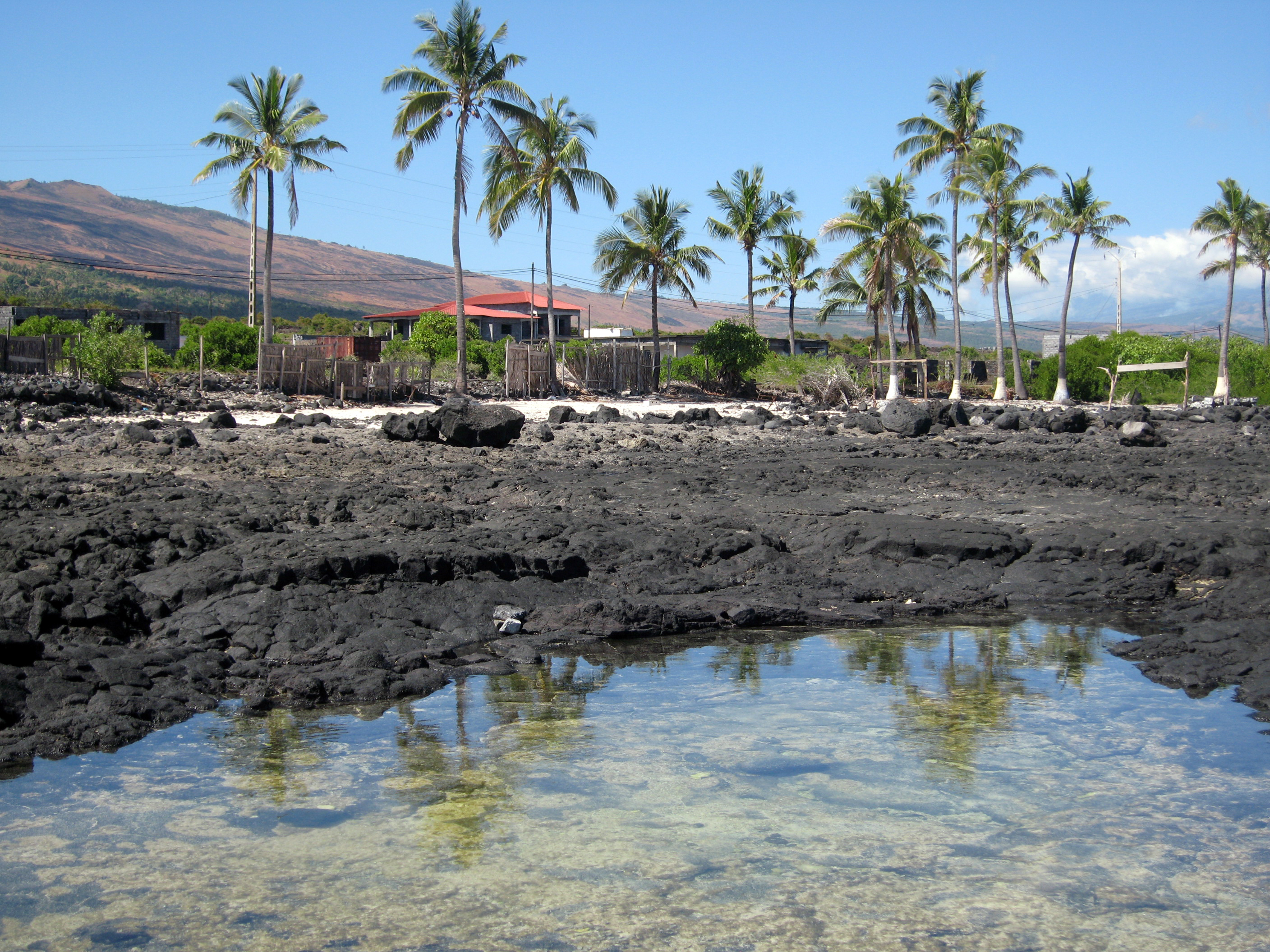
Palmiers à la Grande Comore

Ngazidja ou Grande Comore est la plus grande île, elle mesure 77 km de long et 27 km de large pour une superficie de 1 146 km2. Il s'agit de l'île la plus jeune de l'archipel, elle est d'origine volcanique. Deux volcans forment la topographie de l'île, La Grille au nord (1 087 m) en grande partie disparue avec l'érosion et le Karthala au sud (2 361 m) dont la dernière éruption remonte à 1977. Un plateau, d'une altitude moyenne de 600 à 700 mètres, relie les deux montagnes. Du fait que N'jazidja est géologiquement relativement jeune, son sol est mince et rocailleux et ne peut retenir l'eau. Aussi les ressources hydriques de l'île sont-elles constituées par le stockage de l'eau dans des réservoirs au cours des épisodes de fortes pluies. Sur les pentes du Karthala se trouvent de vastes forêts pluviales. L'île ne présente pas de récifs coralliens, et est dépourvue de bon port pour les navires. Moroni, la capitale des Comores depuis 1962, est située sur Ngazidja.

### Nzuwani
Ndzuwani ou Anjouan a une superficie de 424 km2, elle est de forme triangulaire, mesurant 40 km du sommet à la base. Trois ensembles montagneux se dégagent du relief. Le Mtingui, à 1 575 m, est le plus haut sommet de l'île. Ndzuwani est plus âgée que Ngazidja, la couverture du sol est plus profonde, cependant la surexploitation a causé une érosion prononcée. Un récif de corail se trouve à proximité de la rive, la capitale de l'île est Mutsamudu, son principal port.

### Mwali
Mwali ou Mohéli a une superficie de 290 km2, elle mesure 30 kilomètres de long et 12 kilomètres de large. Elle est la plus petite des quatre îles et une chaîne de montagnes dans son centre atteint 860 mètres de haut. Comme Ngazidja, Mwali a gardé une forêt pluviale. La capitale est Fomboni.

## Climat

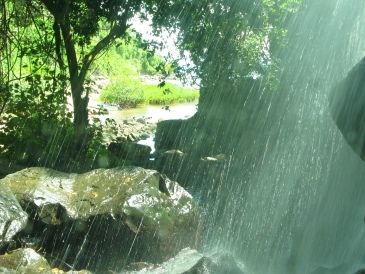
Chute d'eau dans la forêt tropicale de Mohéli

Le climat est un climat tropical océanique, avec deux saisons ; un climat chaud et humide de novembre à avril résultant de la mousson du nord et une saison plus froide et sèche le reste de l'année. La moyenne des températures est située entre 23 °C et 28 °C, le long des côtes. Bien que la moyenne des précipitations annuelles soit de 2 000 millimètres, l'eau est une denrée rare dans de nombreuses régions des Comores. Mohéli possède des ruisseaux d'autres sources naturelles d'eau, mais N'gazidja et Nzwani, dont les paysages montagneux retiennent mal l'eau, sont presque naturellement dépourvus d'eau courante. Les cyclones tropicaux, qui se produisent pendant la saison chaude et humide, peuvent causer des dommages importants, en particulier dans les zones côtières. En moyenne, au moins deux fois chaque décennie, les maisons, les fermes et les installations portuaires sont dévastés par ces grandes tempêtes.

## Faune et flore

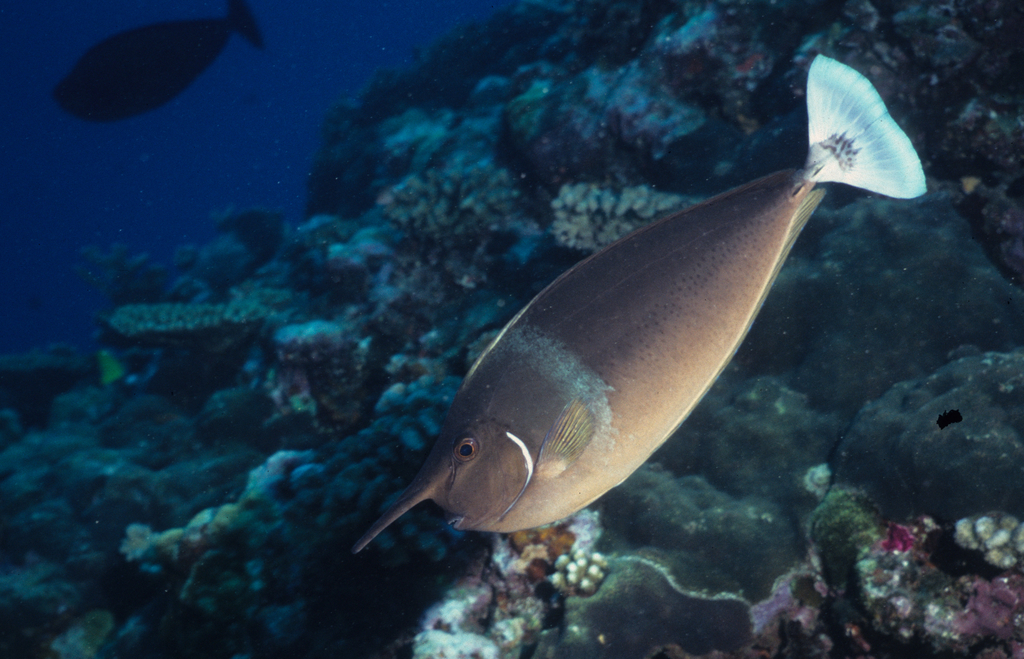
Naso unicornis à la plage de Galawa

Les eaux comoriennes sont l'habitat du cœlacanthe, un poisson rare avec nageoires ressemblant à des pattes et squelette cartilagineux. Des fossiles de ce poisson ont été datés jusqu'à 400 millions d'années. Un spécimen vivant a été capturé en 1938 au large de l'Afrique australe, d'autres cœlacanthes ont depuis été retrouvés dans les environs des Comores.
Plusieurs mammifères sont endémiques aux îles elles-mêmes. Le macao, un lémurien que l'on retrouve uniquement sur Mayotte, est protégé par la loi française et par la tradition locale. Une espèce de chauve-souris découverte par David Livingstone en 1863, autrefois abondante, a été ramenée à une population d'environ 120 spécimens, entièrement sur Nzwani. Un groupe britannique de préservation a envoyé une expédition aux Comores en 1992, avec pour objectif d'apporter des spécimens en Grande-Bretagne pour établir une population reproductrice.
22 espèces d'oiseaux sont propres à l'archipel, et 17 d'entre elles sont limitées à l'union des Comores. Il s'agit notamment du scops-hibou du Karthala, du scops-hibou d'Anjouan et du moucherolle humblot.
En partie en réponse à des pressions internationales dans les années 1990, les Comoriens sont devenus plus préoccupés par l'environnement. Des mesures ont été prises non seulement pour préserver la faune rare, mais aussi pour enrayer la dégradation de l'environnement, notamment sur Nzwani densément peuplée. Plus précisément, afin de minimiser l'abattage des arbres pour le carburant, le kérosène est subventionné, et des efforts sont en cours pour remplacer la perte de la couverture forestière causée par la distillation de l'Ylang-ylang pour le parfum. Le Fonds de soutien au développement communautaire, parrainé par l'Association internationale de développement (IDA, une filiale de la Banque mondiale) et le gouvernement comorien, s'emploie également à améliorer l'approvisionnement en eau dans les îles.

## Sources
- (en) Cet article est partiellement ou en totalité issu de l’article de Wikipédia en anglais intitulé « Geography of Comoros » (voir la liste des auteurs).